# Dermot Mulroney

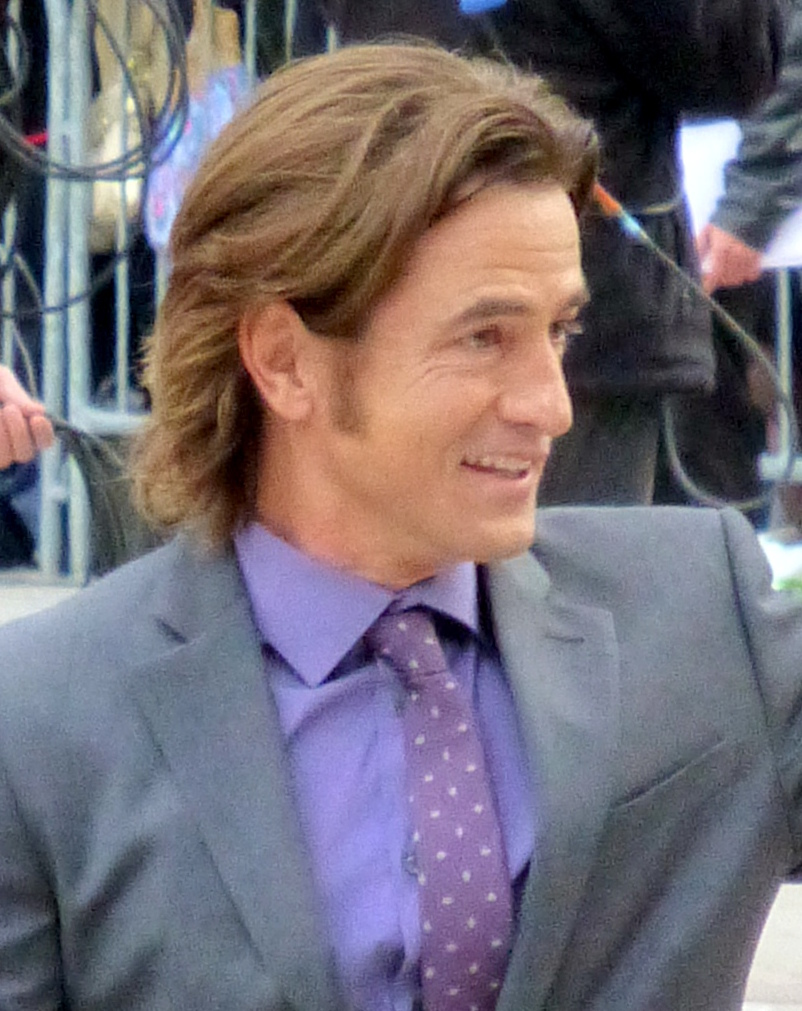
Dermot Mulroney (2013)

Dermot Mulroney (* 31. Oktober 1963 in Alexandria, Virginia) ist ein US-amerikanischer Schauspieler. Für den Film Love, Wedding, Marriage – Ein Plan zum Verlieben führte Mulroney 2011 erstmals Regie.

## Leben
Mulroneys Vater war Juraprofessor an der Villanova University. Dermot Mulroney besuchte die Grundschule Maury Elementary School in Alexandria, die George Washington High School und die T.C. Williams High School und schloss letztgenannte 1981 ab. Als Schüler spielte er Cello im Jugendorchester und trat in einer Amateurtheatertruppe seiner Stadt auf. Bis 1985 studierte er an der Northwestern University.
Mulroney spielte Rollen in zahlreichen Unterhaltungsfilmen wie Bad Girls, Schutzlos – Schatten über Carolina, Die Hochzeit meines besten Freundes, Investigating Sex, About Schmidt und Die Familie Stone – Verloben verboten!. 2012 stand er für The Grey – Unter Wölfen und den Mystery-Drama-Horrorfilm The Rambler vor der Kamera.
Er war von 1990 bis Dezember 2007 mit der Schauspielerin Catherine Keener verheiratet; der Ehe entstammt ein Sohn. Seit 2008 ist er mit Tharita Cutulle verheiratet, sie haben zwei Kinder.

## Filmografie (Auswahl)
- 1988: Young Guns
- 1988: Sunset – Dämmerung in Hollywood (Sunset)
- 1989: Camp der verlorenen Teufel (Survival Quest)
- 1989: Freundschaft fürs Leben (Longtime Companion)
- 1991: Kevins Cousin allein im Supermarkt (Career Opportunities)
- 1991: Samantha – Der Satansbraten aus dem Körbchen (Samantha)
- 1992: Im Herzen der Rache (The Heart of Justice)
- 1993: Codename: Nina (Point Of No Return)
- 1993: The Thing Called Love – Die Entscheidung fürs Leben (The Thing Called Love)
- 1994: Bad Girls
- 1994: Angels – Engel gibt es wirklich! (Angels in the Outfield)
- 1994: The Last Outlaw
- 1994: The Last Days of Paradise  (There Goes My Baby)
- 1995: Ein amerikanischer Quilt (How To Make An American Quilt)
- 1995: Copykill (Copycat)
- 1995: Living in Oblivion
- 1996: Schutzlos – Schatten über Carolina (Bastard Out of Carolina)
- 1996: Box of Moonlight (Box of Moon Light)
- 1996: Kansas City
- 1996: Der große Stromausfall – Eine Stadt im Ausnahmezustand (The Trigger Effect)
- 1997: Die Hochzeit meines besten Freundes (My Best Friend’s Wedding)
- 1998: Goodbye Lover
- 2000: Ein heißer Coup (Where the Money Is)
- 2001: Investigating Sex
- 2001: Lovely & Amazing
- 2002: About Schmidt
- 2003: Friends (Fernsehserie, 3 Episoden)
- 2004: Undertow – Im Sog der Rache (Undertow)
- 2005: Wedding Date (The Wedding Date)
- 2005: Die Familie Stone – Verloben verboten! (The Family Stone)
- 2005: Frau mit Hund sucht … Mann mit Herz (Must Love Dogs)
- 2006: Griffin & Phoenix
- 2007: Georgias Gesetz (Georgia Rule)
- 2007: Zodiac – Die Spur des Killers (Zodiac)
- 2008: Flash of Genius
- 2008: Burn After Reading – Wer verbrennt sich hier die Finger? (Burn After Reading)
- 2008: Memory Keeper – Schatten der Vergangenheit (The Memory Keeper’s Daughter)
- 2008: Jolene
- 2009: Run for Her Life (Inhale)
- 2011: Atemlos – Gefährliche Wahrheit (Abduction)
- 2011: Love, Wedding, Marriage – Ein Plan zum Verlieben (Love, Wedding, Marriage) (Regie)
- 2011: Tage der Unschuld (Silent Witness, Fernsehfilm)
- 2012: Beyond – Die rätselhafte Entführung der Amy Noble (Beyond)
- 2012: The Grey – Unter Wölfen (The Grey)
- 2012: Der Ruf der Wale (Big Miracle)
- 2012: Charlies Welt – Wirklich nichts ist wirklich (A Glimpse Inside the Mind of Charles Swan III)
- 2012–2013: New Girl (Fernsehserie, 5 Episoden)
- 2013: Stoker
- 2013: Enlightened – Erleuchtung mit Hindernissen (Enlightened, Fernsehserie, 6 Episoden)
- 2013: Jobs
- 2013: Im August in Osage County (August: Osage County)
- 2013: Space Warriors – Das verrückte Weltraumcamp (Space Warriors)
- 2014: Crisis (Fernsehserie, 13 Episoden)
- 2014: Sacrifice
- 2015: Northpole: Weihnachten steht vor der Tür (Northpole: Open for Christmas)
- 2015: Der Moment der Wahrheit (Truth)
- 2015: Careful What You Wish For
- 2015: Insidious: Chapter 3 – Jede Geschichte hat einen Anfang (Insidious: Chapter 3)
- 2015–2017: Shameless (Fernsehserie, 23 Episoden)
- 2015–2016: Mozart in the Jungle (Fernsehserie, 3 Episoden)
- 2016: Dirty Grandpa
- 2016: Lavender
- 2016–2017: Pure Genius (Fernsehserie, 13 Episoden)
- 2017: Sleepless – Eine tödliche Nacht (Sleepless)
- 2017: Zwischen zwei Leben – The Mountain Between Us (The Mountain Between Us)
- 2017: American Horror Story (Fernsehserie, 3 Episoden)
- 2018: I Still See You – Sie lassen dich nicht ruhen (I Still See You)
- 2018–2019: Station 19 (Fernsehserie, 5 Episoden)
- 2019: The Righteous Gemstones (Fernsehserie, 4 Episoden)
- 2019: The Courier – Tödlicher Auftrag (The Courier)
- 2020: Messiah (Fernsehserie)
- 2020: Hanna (Fernsehserie, 16 Episoden)
- 2022: Because of You (Along for the Ride)
- 2022: Gone in the Night
- 2023: Scream VI
- 2023: Shooting Stars
- 2023: Secret Invasion (Fernsehserie, 4 Episoden)
- 2023: Wo die Lüge hinfällt (Anyone but You)
- 2023: Ruthless – Gnadenlos (Ruthless)
- 2023: Breakwater – Dämonen der Vergangenheit (Breakwater)
- 2024: Lights Out
- 2024: Guns & Moses
- 2024: Blackwater Lane – Wem kannst Du trauen? (Blackwater Lane)
- 2024: Depravity
- 2024–2025: Chicago Fire (Fernsehserie, 20 Episoden)
- 2025: Killing Mary Sue